# Liste der Baudenkmäler in Petershagen
Die Liste der Baudenkmäler in Petershagen enthält die denkmalgeschützten Bauwerke auf dem Gebiet der Stadt Petershagen im Kreis Minden-Lübbecke in Nordrhein-Westfalen (Stand: November 2020). Diese Baudenkmäler sind in der Denkmalliste der Stadt Petershagen eingetragen; Grundlage für die Aufnahme ist das Denkmalschutzgesetz Nordrhein-Westfalen (DSchG NRW).

## Legende
- Bild: zeigt ein Bild des Baudenkmals
- Bezeichnung: nennt den Namen bzw. die Bezeichnung des Baudenkmals
- Lage: gibt die Straße und Hausnummer des Baudenkmals an (sofern vorhanden) sowie die Lage auf einer Karte an
- Beschreibung: liefert weitere Informationen zum Baudenkmal
- Bauzeit: gibt das Jahr der Fertigstellung an bzw. den Zeitraum der Errichtung
- Eingetragen seit: gibt die Eintragung in die Denkmalliste an
- Denkmal Nr.: gibt die Nummer des Baudenkmals, mit dem es in der Denkmalliste steht, an

## Liste der Baudenkmäler in Petershagen
| Bild                                                       | Bezeichnung                                                              | Lage                                                        | Beschreibung | Bauzeit | Eingetragen seit             | Denkmal- nummer |
| ---------------------------------------------------------- | ------------------------------------------------------------------------ | ----------------------------------------------------------- | ------------ | ------- | ---------------------------- | --------------- |
| weitere Bilder                                             | Glasbrennturm und Nebengebäude der früheren Glasfabrik Gernheim          | Ovenstädt Gernheim Karte                                    |              |         | 01.01.1987                   | 1               |
| weitere Bilder                                             | Herrenhaus der früheren Glasfabrik Gernheim                              | Ovenstädt Schraderweg 12 Karte                              |              |         | 01.01.1987                   | 2               |
| BW                                                         | Arbeiterwohnhaus der ehemaligen Arbeitersiedlung Gernheim                | Ovenstädt Gernheim 14 Karte                                 |              |         | 01.01.1987                   | 3               |
| BW                                                         | Arbeiterwohnhaus der ehemaligen Arbeitersiedlung Gernheim                | Ovenstädt Gernheim 12 Karte                                 |              |         | 01.01.1987                   | 4               |
| BW                                                         | Arbeiterwohnhaus der ehemaligen Arbeitersiedlung Gernheim                | Ovenstädt Gernheim 16 Karte                                 |              |         | 01.01.1987                   | 5               |
| BW                                                         | Arbeiterwohnhaus der ehemaligen Arbeitersiedlung Gernheim                | Ovenstädt Gernheim 8 Karte                                  |              |         | 01.01.1987                   | 6               |
| BW                                                         | Arbeiterwohnhaus der ehemaligen Arbeitersiedlung Gernheim                | Ovenstädt Gernheim 10 Karte                                 |              |         | 01.01.1987                   | 7               |
| BW                                                         | Arbeiterwohnhaus der ehemaligen Arbeitersiedlung Gernheim                | Ovenstädt Gernheim 10 Karte                                 |              |         | 01.01.1987                   | 8               |
| BW                                                         | Arbeiterwohnhaus der ehemaligen Arbeitersiedlung Gernheim                | Ovenstädt Gernheim 8 Karte                                  |              |         | 01.01.1987                   | 9               |
| Arbeiterwohnhaus der ehemaligen Arbeitersiedlung Gernheim  | Arbeiterwohnhaus der ehemaligen Arbeitersiedlung Gernheim                | Ovenstädt Gernheim 4 Karte                                  |              |         | 01.01.1987                   | 10              |
| Arbeiterwohnhaus der ehemaligen Arbeitersiedlung Gernheim  | Arbeiterwohnhaus der ehemaligen Arbeitersiedlung Gernheim                | Ovenstädt Gernheim 6 Karte                                  |              |         | 01.01.1987                   | 11              |
| Korbflechterei und Schule der früheren Glasfabrik Gernheim | Korbflechterei und Schule der früheren Glasfabrik Gernheim               | Ovenstädt Marschweg Karte                                   |              |         | 01.01.1987                   | 12              |
| BW                                                         | Kühlkammern der früheren Glasfabrik Gernheim                             | Ovenstädt Marschweg Karte                                   |              |         | 01.01.1987                   | 13              |
| weitere Bilder                                             | Windmühle Bierde                                                         | Bierde Bierderloh Karte                                     |              |         | 01.01.1987                   | 14              |
| Windmühle Friedewalde                                      | Windmühle Friedewalde                                                    | Friedewalde Wegholmer Mühle 1 Karte                         |              |         | 01.01.1987                   | 15              |
| Windmühle Großenheerse                                     | Windmühle Großenheerse                                                   | Großenheerse Großenheerser Mühle 4 Karte                    |              |         | 01.01.1987                   | 16              |
| Windmühle Heimsen                                          | Windmühle Heimsen                                                        | Heimsen Bössel Karte                                        |              |         | 01.01.1987                   | 17              |
| weitere Bilder                                             | Wind- und Wassermühle Lahde (Klostermühle)                               | Lahde Meierhöfe Karte                                       |              |         | 01.02.1987                   | 18              |
| Windmühle Meßlingen                                        | Windmühle Meßlingen                                                      | Meßlingen Meßlinger Mühle 1 Karte                           |              |         | 01.01.1987                   | 19              |
| Windmühle Neuenknick                                       | Windmühle Neuenknick                                                     | Neuenknick Zur Bockmühle 28 Karte                           |              |         | 01.01.1987                   | 20              |
| weitere Bilder                                             | Windmühle Büsching Petershagen                                           | Petershagen Mindener Straße 61 Karte                        |              |         | 01.01.1987                   | 21              |
| weitere Bilder                                             | Pottmühle Petershagen                                                    | Petershagen Kreisstraße 1 Karte                             |              |         | 01.01.1987                   | 22              |
| Windmühle Seelenfeld                                       | Windmühle Seelenfeld                                                     | Seelenfeld Königsmühle 6 Karte                              |              |         | 01.01.1987                   | 23              |
| weitere Bilder                                             | Schloss Petershagen                                                      | Petershagen Schloßstr. 5 Karte                              |              | 1306    | 01.01.1987                   | 24              |
| weitere Bilder                                             | Ehem. Gut Neuhof                                                         | Heimsen Neuhof 5 Karte                                      |              | 1748    | 01.01.1987                   | 25              |
| weitere Bilder                                             | Burg Schlüsselburg                                                       | Schlüsselburg Vorburg 6 Karte                               |              | 1335    | 01.01.1987                   | 26              |
| weitere Bilder                                             | Ev. Pfarrkirche St. Johannes Baptist Buchholz                            | Buchholz Buchholzer Str. 32 Karte                           |              |         | 01.01.1987                   | 27              |
| Ev. Pfarrkirche Friedewalde                                | Ev. Pfarrkirche Friedewalde                                              | Friedewalde Friedewalder Straße Karte                       |              |         | 01.01.1987                   | 28              |
| Ev. Pfarrkirche Frille                                     | Ev. Pfarrkirche Frille                                                   | Frille Freithof 1 Karte                                     |              |         | 01.01.1987                   | 29 Wikidata     |
| weitere Bilder                                             | Ev. Pfarrkirche Heimsen                                                  | Heimsen Dörstetter Weg Karte                                |              |         | 01.01.1987                   | 30              |
| weitere Bilder                                             | Ev. Pfarrkirche Lahde                                                    | Lahde An der Kirche 1 Karte                                 |              |         | 01.01.1987                   | 31              |
| weitere Bilder                                             | Petri-Kirche Petershagen                                                 | Petershagen Hauptstr. 9 Karte                               |              |         | 01.01.1987                   | 32              |
| weitere Bilder                                             | Ev. Pfarrkirche Ovenstädt                                                | Ovenstädt Brinkstr. 1 Karte                                 |              |         | 01.01.1987                   | 33              |
| weitere Bilder                                             | Evangelische Kirche Schlüsselburg                                        | Schlüsselburg Vorburg 2 Karte                               |              |         | 01.01.1987                   | 34              |
| Altes Amtsgericht Petershagen                              | Altes Amtsgericht Petershagen                                            | Petershagen Mindener Str. 16 Karte                          |              |         | 01.01.1987                   | 35              |
| Friedhofskapelle Schlüsselburg                             | Friedhofskapelle Schlüsselburg                                           | Schlüsselburg Röhden Karte                                  |              |         | 01.01.1987                   | 36              |
| Ev. Pfarrkirche Windheim                                   | Ev. Pfarrkirche Windheim                                                 | Windheim Dorfstraße 8 Karte                                 |              |         | 01.01.1987                   | 37              |
| Fachwerkhaus in Lahde                                      | Fachwerkhaus in Lahde                                                    | Lahde Meierhöfe 2 Karte                                     |              |         | 01.01.1987                   | 38              |
| Fachwerkhaus in Petershagen (ehem. Ackerbürgerhaus)        | Fachwerkhaus in Petershagen (ehem. Ackerbürgerhaus)                      | Petershagen Hauptstr. 8 Karte                               |              |         | 01.01.1987                   | 39              |
| BW                                                         | Fachwerkhaus in Petershagen                                              | Petershagen Vormbaumstraße 3 Karte                          |              |         | 01.01.1987                   | 40              |
|                                                            |                                                                          |                                                             |              |         |                              | 41              |
| weitere Bilder                                             | Scheune im Scheunenviertel Schlüsselburg                                 | Schlüsselburg Stolzenauer Straße / Müsleringer Straße Karte |              |         | 01.01.1987                   | 42              |
| weitere Bilder                                             | Scheune im Scheunenviertel Schlüsselburg                                 | Schlüsselburg Stolzenauer Straße / Müsleringer Straße Karte |              |         | 01.01.1987                   | 43              |
| weitere Bilder                                             | Scheune im Scheunenviertel Schlüsselburg                                 | Schlüsselburg Stolzenauer Straße / Müsleringer Straße Karte |              |         | 01.01.1987                   | 44              |
| weitere Bilder                                             | Scheune im Scheunenviertel Schlüsselburg                                 | Schlüsselburg Stolzenauer Straße / Müsleringer Straße Karte |              |         | 01.01.1987                   | 45              |
| weitere Bilder                                             | Scheune im Scheunenviertel Schlüsselburg                                 | Schlüsselburg Stolzenauer Straße / Müsleringer Straße Karte |              |         | 01.01.1987                   | 46              |
| weitere Bilder                                             | Scheune im Scheunenviertel Schlüsselburg                                 | Schlüsselburg Stolzenauer Straße / Müsleringer Straße Karte |              |         | 01.01.1987                   | 47              |
| weitere Bilder                                             | Scheune im Scheunenviertel Schlüsselburg                                 | Schlüsselburg Stolzenauer Straße / Müsleringer Straße Karte |              |         | 01.01.1987                   | 48              |
| weitere Bilder                                             | Scheune im Scheunenviertel Schlüsselburg                                 | Schlüsselburg Stolzenauer Straße / Müsleringer Straße Karte |              |         | 01.01.1987                   | 49              |
| weitere Bilder                                             | Scheune im Scheunenviertel Schlüsselburg                                 | Schlüsselburg Stolzenauer Straße / Müsleringer Straße Karte |              |         | 01.01.1987                   | 50              |
| weitere Bilder                                             | Scheune im Scheunenviertel Schlüsselburg                                 | Schlüsselburg Stolzenauer Straße / Müsleringer Straße Karte |              |         | 01.01.1987                   | 51              |
| weitere Bilder                                             | Scheune im Scheunenviertel Schlüsselburg                                 | Schlüsselburg Stolzenauer Straße / Müsleringer Straße Karte |              |         | 01.01.1987                   | 52              |
| weitere Bilder                                             | Scheune im Scheunenviertel Schlüsselburg                                 | Schlüsselburg Stolzenauer Straße / Müsleringer Straße Karte |              |         | 01.01.1987                   | 53              |
| weitere Bilder                                             | Scheune im Scheunenviertel Schlüsselburg                                 | Schlüsselburg Stolzenauer Straße / Müsleringer Straße Karte |              |         | 01.01.1987                   | 54              |
| weitere Bilder                                             | Scheune im Scheunenviertel Schlüsselburg                                 | Schlüsselburg Stolzenauer Straße / Müsleringer Straße Karte |              |         | 01.01.1987                   | 55              |
| weitere Bilder                                             | Scheune im Scheunenviertel Schlüsselburg                                 | Schlüsselburg Stolzenauer Straße / Müsleringer Straße Karte |              |         | 01.01.1987                   | 56              |
| weitere Bilder                                             | Scheune im Scheunenviertel Schlüsselburg                                 | Schlüsselburg Stolzenauer Straße / Müsleringer Straße Karte |              |         | 01.01.1987                   | 57              |
| weitere Bilder                                             | Scheune im Scheunenviertel Schlüsselburg                                 | Schlüsselburg Stolzenauer Straße / Müsleringer Straße Karte |              |         | 01.01.1987                   | 58              |
| weitere Bilder                                             | Scheune im Scheunenviertel Schlüsselburg                                 | Schlüsselburg Stolzenauer Straße / Müsleringer Straße Karte |              |         | 01.01.1987                   | 59              |
| weitere Bilder                                             | Scheune im Scheunenviertel Schlüsselburg                                 | Schlüsselburg Stolzenauer Straße / Müsleringer Straße Karte |              |         | 01.01.1987                   | 60              |
| weitere Bilder                                             | Scheune im Scheunenviertel Schlüsselburg                                 | Schlüsselburg Stolzenauer Straße / Müsleringer Straße Karte |              |         | 01.01.1987                   | 61              |
| weitere Bilder                                             | Scheune im Scheunenviertel Schlüsselburg                                 | Schlüsselburg Stolzenauer Straße / Müsleringer Straße Karte |              |         | 01.01.1987                   | 62              |
| weitere Bilder                                             | Scheune im Scheunenviertel Schlüsselburg                                 | Schlüsselburg Stolzenauer Straße / Müsleringer Straße Karte |              |         | 01.01.1987                   | 63              |
| weitere Bilder                                             | Scheune im Scheunenviertel Schlüsselburg                                 | Schlüsselburg Stolzenauer Straße / Müsleringer Straße Karte |              |         | 01.01.1987                   | 64              |
| weitere Bilder                                             | Scheune im Scheunenviertel Schlüsselburg                                 | Schlüsselburg Stolzenauer Straße / Müsleringer Straße Karte |              |         | 01.01.1987                   | 65              |
| weitere Bilder                                             | Scheune im Scheunenviertel Schlüsselburg                                 | Schlüsselburg Stolzenauer Straße / Müsleringer Straße Karte |              |         | 01.01.1987                   | 66              |
| Wind- und Wassermühle Döhren                               | Wind- und Wassermühle Döhren                                             | Döhren Tipperberg 5 Karte                                   |              |         | 01.01.1987                   | 67              |
| BW                                                         | Fachwerkhaus in Lahde                                                    | Lahde Bahnhofstr. 2 Karte                                   |              |         | 01.01.1987                   | 68              |
| Fachwerkhaus in Schlüsselburg                              | Fachwerkhaus in Schlüsselburg                                            | Schlüsselburg Hohe Straße 24 Karte                          |              | 1618    | 01.01.1987                   | 69              |
| BW                                                         | Alte Schule von 1836 in Jössen                                           | Jössen Zum Storchennest 1 Karte                             |              |         | 01.01.1987                   | 70              |
| Fachwerkhaus in Schlüsselburg                              | Fachwerkhaus in Schlüsselburg                                            | Schlüsselburg Hohe Straße 38 Karte                          |              |         | 01.01.1987                   | 71              |
| BW                                                         | Alte Schule von 1834 in Wietersheim                                      | Wietersheim Bachstraße 7 Karte                              |              |         | 01.01.1987                   | 72              |
| BW                                                         | Alte Schule von 1780 in Wietersheim                                      | Wietersheim Unterdorf 9 Karte                               |              |         | 01.01.1987                   | 73              |
| Fachwerkhaus in Schlüsselburg                              | Fachwerkhaus in Schlüsselburg                                            | Schlüsselburg Vorburg 3 Karte                               |              |         | 01.02.1987                   | 74              |
| BW                                                         | Fachwerkhaus in Döhren                                                   | Döhren Bickbeeren 1 Karte                                   |              |         | 01.09.1987                   | 75              |
| BW                                                         | Ev. Pfarrhaus I in Petershagen                                           | Petershagen Kirchstraße 1 Karte                             |              |         | 01.04.1988                   | 76              |
| BW                                                         | Fachwerkhaus mit Nebengebäuden in Ilse                                   | Ilse Ilser Landstraße 2 Karte                               |              |         | 01.05.1988                   | 77              |
| Bahnhofempfangsgebäude in Lahde                            | Bahnhofempfangsgebäude in Lahde                                          | Lahde Bahnhofsplatz 1 Karte                                 |              |         | 01.05.1988                   | 78              |
| Ehemalige jüdische Synagoge in Petershagen                 | Ehemalige jüdische Synagoge in Petershagen                               | Petershagen Goebenstraße Karte                              |              |         | 01.09.1988                   | 79              |
| BW                                                         | Fachwerkspeicher in Frille                                               | Frille Mitteldorf 18 Karte                                  |              |         | 01.07.1988                   | 80              |
| BW                                                         | Königliches Amtsgericht in Petershagen                                   | Petershagen Kirchstraße 3 Karte                             |              |         | 01.08.1988                   | 81              |
| BW                                                         | Jüdischer Friedhof in Petershagen                                        | Petershagen Sparkassenstraße Karte                          |              |         | 01.08.1988                   | 82              |
| BW                                                         | Jüdischer Friedhof in Heimsen                                            | Heimsen Kälberbreite Karte                                  |              |         | 01.08.1988                   | 83              |
| Jüdischer Friedhof in Frille                               | Jüdischer Friedhof in Frille                                             | Frille Am Brink Karte                                       |              |         | 01.09.1988                   | 84              |
| Bauernhaus in Quetzen                                      | Bauernhaus in Quetzen                                                    | Quetzen Riehe Höfe 8 Karte                                  |              |         | 28.03.1989                   | 85              |
| BW                                                         | Fachwerkhaus in Petershagen (ehem. Fährmannshaus)                        | Petershagen Alte Fährstraße 4 Karte                         |              |         | 01.05.1989                   | 86              |
| BW                                                         | Hofanlage in Frille                                                      | Frille Mitteldorf 2 Karte                                   |              |         | 18.07.1989                   | 87              |
| BW                                                         | Hofanlage in Buchholz                                                    | Buchholz Buchholzer Straße 30 Karte                         |              |         | 04.12.1989                   | 88              |
| BW                                                         | Hofanlage in Heimsen                                                     | Heimsen Fischerhagen 22 Karte                               |              |         | 04.12.1989                   | 89              |
| BW                                                         | Talmühle in Lahde                                                        | Lahde Talmühle 1 Karte                                      |              |         | 04.12.1989                   | 90              |
| BW                                                         | Fachwerkhaus in Frille (gelöscht aus DAL-Liste 1996)                     | Frille Mitteldorf 10 Karte                                  |              |         | 16.01.1990                   | 91              |
| BW                                                         | Hofanlage in Friedewalde                                                 | Friedewalde Hallbruch 10 Karte                              |              |         | 26.04.1990                   | 92              |
| BW                                                         | Vierständerhaus in Quetzen                                               | Quetzen Plassweg 9 Karte                                    |              |         | 25.06.1990                   | 93              |
| BW                                                         | Hofanlage in Frille                                                      | Frille Am Brink 1 Karte                                     |              |         | 02.07.1990                   | 94              |
| BW                                                         | Scheune in Petershagen                                                   | Petershagen Schloßfreiheit Karte                            |              |         | 07.11.1990                   | 95              |
| Fachwerkhaus in Frille                                     | Fachwerkhaus in Frille                                                   | Frille Brakfeld 15 Karte                                    |              |         | 16.11.1990                   | 96              |
| BW                                                         | Bauernhaus in Friedewalde                                                | Friedewalde Galgenheider Str. 25 Karte                      |              |         | 16.11.1990                   | 97              |
| BW                                                         | Burgmannshof in Petershagen                                              | Petershagen Kampstraße 6 Karte                              |              |         | 11.12.1990                   | 98              |
| BW                                                         | Hofanlage in Lahde. Löschung: Haupthaus 2004, Scheune 2005, Abbruch 2006 | Lahde Schillerstraße 14 Karte                               |              |         | 18.12.1990                   | 99              |
| BW                                                         | Fachwerkhaus von 1869 in Bierde                                          | Bierde Borstel 5 Karte                                      |              |         | 04.03.1991                   | 100             |
| Ehem. Fährhaus in Wasserstraße                             | Ehem. Fährhaus in Wasserstraße                                           | Wasserstraße Brückenweg 38 Karte                            |              |         | 05.09.1991                   | 101             |
| BW                                                         | Fachwerkhaus in Heimsen                                                  | Heimsen Heimser Straße 32 Karte                             |              |         | 11.09.1992 Löschung Mai 2011 | 102             |
| BW                                                         | Wasserturm der Ziegelwerke Heisterholz                                   | Petershagen Fritz-Schütte-Str. Karte                        |              |         | 22.03.1993                   | 103             |
| BW                                                         | Vierständerhallenhaus von 1844                                           | Wietersheim Lange Str. 7 Karte                              |              |         | 07.07.1993                   | 104             |
| BW                                                         | Fachwerkbauernhaus von 1844                                              | Heimsen Fischerhagen 42 Karte                               |              |         | 07.07.1993                   | 105             |
| BW                                                         | Ziegelsteinmauer des ehem. Hempellschen Hofes                            | Petershagen Grabenstraße Karte                              |              |         | 07.07.1993                   | 106             |
| BW                                                         | Kleines Fachwerkwohnhaus mit Nebengebäude                                | Windheim Unter den Weiden 5 Karte                           |              |         | 29.12.1993                   | 107             |
| BW                                                         | Stallgebäude am ehem. Wirtshaus der Glashütte Gernheim                   | Ovenstädt Gernheim 17 Karte                                 |              |         | 22.04.1994                   | 108             |
| Bahnhofsgebäude                                            | Bahnhofsgebäude                                                          | Petershagen Hellermannstr. 1 Karte                          |              |         | 15.08.1994                   | 109             |
| BW                                                         | Fachwerkhaus mit Anbau                                                   | Petershagen Mindener Str. 6 Karte                           |              |         | 17.08.1994                   | 110             |
| Vierständerbauernhaus                                      | Vierständerbauernhaus                                                    | Frille Brunnenweg 2 Karte                                   |              |         | 19.08.1994                   | 111             |
| Altenteilerhaus von 1835                                   | Altenteilerhaus von 1835                                                 | Frille Brunnenweg 4 Karte                                   |              |         | 20.09.1996                   | 112             |
| BW                                                         | Fachwerkwohnhaus                                                         | Buchholz Buchholzer Ufer 1 Karte                            |              |         | 20.09.1996                   | 113             |
| BW                                                         | Fachwerkgebäude                                                          | Petershagen Kurze Straße 3 Karte                            |              |         | 09.12.1996                   | 114             |
| BW                                                         | Ehem. Präparandenanstalt                                                 | Petershagen Schloßfreiheit 3-5 Karte                        |              |         | 11.12.1996                   | 115             |
| Ehem. Zollstelle                                           | Ehem. Zollstelle                                                         | Petershagen Mindener Str. 14 Karte                          |              |         | 06.01.1997                   | 116             |
| BW                                                         | Haupthaus mit Nebengeb. u. Bestandteilen der gärtner. Anlage             | Döhren Tipperberg 24 Karte                                  |              |         | 25.06.1998                   | 117             |
| BW                                                         | Hofanlage                                                                | Döhren Sandgraben 10 Karte                                  |              |         | 25.06.1998                   | 118             |
| Hofanlage                                                  | Hofanlage                                                                | Frille Rothehof 1a und 1b Karte                             |              |         | 14.02.2000                   | 119             |
| BW                                                         | Turmtransformatorenstation                                               | Friedewalde Förthofstraße Karte                             |              |         | 15.08.2000                   | 120             |
| BW                                                         | Wassermühle Rothe Mühle                                                  | Lahde Rothe Mühle 1 Karte                                   |              |         | 30.08.2001                   | 121             |
| BW                                                         | Fachwerkhaus                                                             | Petershagen Hauptstr. 4 Karte                               |              |         | 24.01.2002                   | 122             |
| BW                                                         | Fachwerkhaus                                                             | Petershagen Hauptstr. 6 Karte                               |              |         | 18.02.2002                   | 123             |
| BW                                                         | Ehem. Postgebäude                                                        | Lahde Nienburger Str. 17 Karte                              |              |         | 27.02.2002                   | 124             |
| BW                                                         | Wohngebäude                                                              | Petershagen Kirchstr. 2 Karte                               |              |         | 04.03.2002                   | 125             |
| BW                                                         | Südwestliches Wirtschaftsgebäude der Hofanlage Windheim Nr. 2            | Windheim Im Grund 4 Karte                                   |              |         | 20.03.2002                   | 126             |
| BW                                                         | Motormühle Bierde                                                        | Bierde Meierend 11 Karte                                    |              |         | 17.07.2002                   | 127             |
| Giebelständiges Vierständer-Fachwerkhaus                   | Giebelständiges Vierständer-Fachwerkhaus                                 | Schlüsselburg Vorburg 7 Karte                               |              | 1686    | 19.07.2002                   | 128             |
| Ehem. Besselscher Hof Barockpalais                         | Ehem. Besselscher Hof Barockpalais                                       | Petershagen Mindener Str. 51 Karte                          |              |         | 24.07.2002                   | 129             |
| BW                                                         | Ehem. Schule Friedewalde                                                 | Friedewalde Friedewalder Str. 24 Karte                      |              |         | 21.10.2002                   | 130             |
| BW                                                         | Fachwerkener Zweiständerbau                                              | Friedewalde Zur Kloppenburg 15 Karte                        |              |         | 24.10.2002                   | 131             |
| BW                                                         | Hofanlage                                                                | Ilvese Hungerkamp 19 Karte                                  |              |         | 30.10.2002                   | 132             |
| BW                                                         | Fachwerkgebäude                                                          | Jössen Kapellenort 4 Karte                                  |              |         | 08.11.2002                   | 133             |
| BW                                                         | Ehem. Schmiede in Bierde                                                 | Bierde Im Dorf Karte                                        |              |         | 24.02.2003                   | 134             |
| BW                                                         | Hofanlage: Fachwerkwohngebäude mit Wirtschaftsgebäude                    | Döhren Bickbeeren 3 Karte                                   |              |         | 24.02.2003                   | 135             |
| Pfarrhaus Vorburg V                                        | Pfarrhaus Vorburg V                                                      | Schlüsselburg Vorburg 33 Karte                              |              |         | 13.06.2003                   | 136             |
| BW                                                         | Kriegerehrenmal in Petershagen-Friedewalde                               | Friedewalde Am Denkmal Karte                                |              |         | 16.07.2003                   | 137             |
| BW                                                         | Hofanlage: fachwerkenes Haupthaus, backsteinerner Stallanbau             | Frille Brakfeld 2 Karte                                     |              |         | 16.09.2003                   | 138             |
| BW                                                         | Kriegerehrenmal – Heldenhain, in Petershagen                             | Petershagen Mindener Straße Karte                           |              |         | 27.10.2003                   | 139             |
| BW                                                         | Grabpfeiler Lehrer Georg Westermann                                      | Petershagen Mindener Straße Karte                           |              |         | 27.10.2003                   | 140             |
| ehem. Transformatorenstation von 1919                      | ehem. Transformatorenstation von 1919                                    | Frille Holzstraße Karte                                     |              |         | 28.10.2003                   | 141             |
| BW                                                         | Transformatorenstation von 1924                                          | Frille Wietersheimer Straße Karte                           |              |         | 04.12.2003                   | 142             |
| BW                                                         | Backhaus der Hofanlage am Weserufer                                      | Ilvese Weserhöhe 39 Karte                                   |              |         | 03.11.2003                   | 143             |
| BW                                                         | Fachwerkgebäude mit Brunnen und Backhaus in Bierde                       | Bierde Osterkamp 4 Karte                                    |              |         | 24.05.2004                   | 144             |
| BW                                                         | Jüdische Schule, heute Wohnhaus                                          | Petershagen Goebenstr. 5 Karte                              |              |         | 26.05.2004                   | 145             |
| BW                                                         | Fachwerkgebäude                                                          | Petershagen Alte Fährstraße 2 Karte                         |              |         | 13.03.2006                   | 146             |
| BW                                                         | Hofanlage 1796 / 1910                                                    | Hävern Häverner Dorfstraße 18 Karte                         |              |         | 13.03.2006                   | 147             |
| BW                                                         | Fachwerk-Scheune zu Windheim Nr. 2                                       | Windheim Im Grund 4 Karte                                   |              |         | 20.06.2007                   | 148             |
| Kriegerehrenmal 1913 an der Kirche Schlüsselburg           | Kriegerehrenmal 1913 an der Kirche Schlüsselburg                         | Schlüsselburg Vorburg 2 Karte                               |              |         | 11.06.2008                   | 149             |
| BW                                                         | Hofanlage: niederdeutsches Hallenhaus 1744, Scheune 18. Jh., Brunnen,    | Seelenfeld Zum Grünen 19 Karte                              |              |         | 24.04.2009                   | 150             |
| BW                                                         | Ehem. Kuhstall des Gutes Wietersheim                                     | Wietersheim Unterdorf 23 Karte                              |              |         | 24.04.2009                   | 151             |
|                                                            | Ehem. Schule in Ilserheide                                               | Ilserheide Ilserheider Straße 26                            |              |         | 18.11.2009                   | 152             |
|                                                            | Ehem. Volksschule Lahde                                                  | Lahde Nienburger Straße 14                                  |              |         | 22.03.2012                   | 153             |
|                                                            | Hofanlage                                                                | Gorspen-Vahlsen Vahlser Straße 4                            |              |         | 10.04.2012                   | 154             |
|                                                            | Ehem. Wohn- und Geschäftshaus                                            | Petershagen Mindener Straße 19                              |              |         | 21.11.2012                   | 155             |
|                                                            | Altes Fährhaus Windheim                                                  | Windheim Angerstraße 1                                      |              |         | 16.01.2014                   | 156             |
|                                                            | Ehem. Lehrerseminar am Städt. Gymnasium Petershagen                      | Petershagen Hauptstraße 15                                  |              |         | 25.03.2014                   | 157             |
| BW                                                         | Ehem. Speichergebäude Frille                                             | Frille Grotjahnsweg 1 Karte                                 |              |         | 11.01.2019                   | 158             |
|                                                            | Bauernhaus und Scheune der Hofanlage Borstel 7                           | Bierde Borstel 7                                            |              |         | 28.11.2019                   | 159             |